# 栃下有沙
栃下 有沙（とちした ありさ、1988年5月10日 - ）は、日本でタレント活動をしていた女優。Dプロモーションに所属していた。
兵庫県出身。身長158cm。血液型AB型。

## 出演

### テレビ番組
- いつでも笑みを!（関西テレビ） - 再現VTRに2回出演。
- 南海パラダイス!（2005年 - 2007年、関西テレビ）
- ザ・大阪（テレビ大阪）

### テレビドラマ
- よろず刑事 第4話（2006年、朝日放送） - 秋山千尋 役
- 恋するユーレイ（2006年、サンテレビ） - 主演・桜井遥 役

### オリジナルビデオ
- スピードファントム（2006年、GPミュージアムソフト） - スピードファントム2号（柊カンナ） 役
- 難波金融伝ミナミの帝王 36「仕組まれた結婚」（2006年、Softgarage） - あずさ 役
- 影の交渉人 ナニワ人情列伝（2009年、東映ビデオ） - 田所沙織 役
- 影の交渉人2 ナニワ人情列伝 秘密を知る男（2010年、東映ビデオ） - 田所沙織 役

### 雑誌
- アームズマガジン（ホビージャパン）
- 週刊SPA!（扶桑社）
- KANSAI1週間（講談社） - 当時Dプロモーションと業務提携していた枡川かおりとともに、同誌専属モデル・K☆Girlの一員として活動。
- 週刊実話「CM美女に会いたい」（日本ジャーナル出版）

### CM
- 東邦ガス
- こうず理容美容専門学校
- 阪急三番街（2010年）
- アサヒペン「超プラスティック障子紙」「水性・屋根用遮熱塗料[3]」（2010年）
- サカイ引越センター

### ビデオパッケージ
- NTTドコモ 新人研修ビデオ

### イベント
- わくわく宝島（読売テレビ） - アシスタント
- オーサカキング（毎日放送） - アシスタント